# Výr africký
Výr africký (Bubo africanus) je středně velká sova z čeledi puštíkovitých. Obývá travnaté savany jižní a východní Afriky. Živí se především hlodavci a dalšími drobnými živočichy, nepohrdne ovšem ani bezobratlými či mršinami.

## Popis
Pro výra afrického jsou charakteristické poměrně velké oči, dlouhý zobák a nohy, které mu pomáhají při běhu. Jako většina výrů má vztyčená na hlavě dvě peříčka připomínající uši. Barva peří je bílá až krémová, na horní straně těla přechází do světle hnědé s černými skvrnami. Dorůstá do výšky 45 cm, jedná se tedy o nejmenší druh výra.